# Dekanat pniewski
Dekanat pniewski – jeden z 43 dekanatów archidiecezji poznańskiej, składa się z jedenastu parafii: 
- parafia św. Andrzeja Apostoła w Brodach (Brody),
- parafia pw. Niepokalanego Poczęcia Najświętszej Maryi Panny (Bytyń - Mieściska),
- parafia pw. św. Marcina (Duszniki),
- parafia Nawiedzenia Najświętszej Maryi Panny w Luboszu (Lubosz),
- parafia Matki Bożej Częstochowskiej w Mościejewie (Mościejewo),
- parafia św. Andrzeja Boboli w Nojewie (Nojewo),
- parafia Wszystkich Świętych w Otorowie (Otorowo),
- parafia pw. św. Jana Chrzciciela (wschodnie Pniewy - Konin),
- parafia pw. św. Wawrzyńca (zachodnie Pniewy),
- parafia Najświętszej Maryi Panny Wniebowziętej w Psarskiem (Psarskie),
- parafia św. Jadwigi Śląskiej w Wilczynie (Wilczyna).

Dekanat sąsiaduje z dekanatami:
- wroniecki,
- międzychodzki,
- lwówecki,
- bukowski,
- szamotulski.

Administracyjnie dekanat znajduje się na terenie gminy Pniewy, gminy Duszniki, zachodniej części gminy Kaźmierz, wschodniej części gminy Kwilcz, południowo-wschodniej części gminy Szamotuły i wschodniej części gminy Lwówek.